# Estació de Colera
Colera és una estació de ferrocarril propietat d'adif situada a la població de Colera, a la comarca catalana de l'Alt Empordà. L'estació es troba a la línia Barcelona-Girona-Portbou i hi tenen parada trens de la línia regional R11 i de la línia de rodalia RG1 de Rodalies de Catalunya, operats per Renfe Operadora.
L'any 2016 va registrar l'entrada de 10.000 passatgers.

## Història
Aquesta estació de la línia de Girona va entrar en servei el 20 de gener de 1878, quan va entrar en servei el tram construït per la Companyia dels Ferrocarrils de Tarragona a Barcelona i França (TBF) entre Figueres i Portbou. A partir del moment de la construcció d'aquesta estació, així com també la de Portbou els trens provinents de Barcelona ja podien connectar amb els ferrocarrils francesos del Midi. Es trencava definitivament l'aïllament de Catalunya respecte de la resta d'Europa.
Al final del segle xix, arribà l'època de les grans fusions d'empreses ferroviàries i en 1889 la TBF va acordar de fusionar-se a la Companyia dels Ferrocarrils de Madrid a Saragossa i a Alacant (MZA) i d'integrar-hi la línia de Portbou, que l'explotaria dins l'anomenada Xarxa Catalana. El 1921 es dobla la via. Durant la Guerra Civil aquesta línia fou l'eix vital d'enllaç amb França. La fusió de TBF i MZA es va mantenir fins al 1941, quan la nacionalització del ferrocarril a Espanya va suposar la desaparició de totes les companyies privades existents i la creació de la nova empresa ferroviària estatal RENFE.
A partir dels anys 50 la línia va ser progressivament modernitzada, primer amb l'electrificació fins a Girona (1958), que posteriorment s'ampliaria fins a Portbou (1964), i també amb nous sistemes de senyalització i seguretat. El 1977 es completà la instal·lació de la doble via a tot el traçat. Des del 31 de desembre de 2004 Renfe Operadora explota la línia mentre que Adif és la titular de les instal·lacions ferroviàries.

## Situació i instal·lacions
Establerta a 25,7 metres d'altitud, l'estació de Colera està situada al punt quilomètric (PK) 94.967 de la línia de Barcelona a Portbou, entre les estacions de Portbou i de Llançà, així com també a prop de l'estació tancada de Platja de Garbet.
L'estació és un baixador que disposa de les dues vies generals amb andanes laterals enllaçades a través d'un pas a nivell, i se situa en ple nucli urbà a un nivell més elevat de la resta de la població. Hi ha un edifici de viatgers a l'esquerra de les vies d'una sola planta, deteriorat probablement el 2008 i actualment tancat al públic.
Colera destaca sobretot pel viaducte existent just a la sortida del baixador cap a Figueres, que travessa tota la vall on s'ubica el nucli urbà. El viaducte de Colera té una alçada de 20 metres sobre el nivell de la vall, una longitud del tauler metàl·lic de 187,61 metres, un pes total de 248.836 kg i està dividit en cinc trams, dos de 31 metres i tres de 41,04 metres.

## Serveis ferroviaris
| Procedència/Destinació                     | <      | Línia | >       | Procedència/Destinació          |
| ------------------------------------------ | ------ | ----- | ------- | ------------------------------- |
| Rodalia de Girona                          |        |       |         |                                 |
| L'Hospitalet de Llobregat                  | Llançà |       | Portbou | Portbou                         |
| Serveis regionals de Rodalies de Catalunya |        |       |         |                                 |
| Barcelona-Sants                            | Llançà |       | Portbou | Portbou / Cervera de la Marenda |